# Vaccinium gjellerupii
Vaccinium gjellerupii är en ljungväxtart som beskrevs av J, J.Smith. Vaccinium gjellerupii ingår i Blåbärssläktet, och familjen ljungväxter. Inga underarter finns listade i Catalogue of Life.